# Whigfield
Sannie Charlotte Carlson (Skælskør ; 11 de abril de 1970), más conocida por sus alias Whigfield, Naan o simplemente Sannie, es una cantautora y productora musical danesa, reconocida principalmente por el tema «Saturday Night».
Whigfield comenzó siendo un proyecto musical italiano creado en 1992 por el productor, músico y compositor Alfredo Larry Pignagnoli, que en el año 1984 fundó el sello discográfico Off Limits, llevando al éxito artistas como Spagna o Fun Fun. Junto a él se unieron el cantautor y compositor Davide Riva y la cantautora británica Annerley Gordon alias Ann Lee, quien fue secretamente la verdadera cantante de estudio sin acreditar, solo acreditada como compositora. Después del inesperado éxito necesitaban una imagen atractiva para promocionar su música, así que eligieron a Sannie, quien ejerció inicialmente como modelo o "Lip sync model" una técnica de marketing fraudulenta muy común en la música comercial de la década de los 90, que causó una notable polémica. Se le llegó a comparar en redes sociales con artistas similares como Milli Vanilli o Corona. 

## Biografía
Sannie Carlson nació en la ciudad de Skælskør, situada en Slagelse municipio de la isla danesa de Selandia. Pasó varios años de su infancia en África, debido a que a los 6 años de edad se mudó junto a su familia a Costa de Marfil. Estudió junto a su hermano mayor en escuelas francesas llegando a mudarse a otros países del continente como; Ghana, Argelia y Nigeria. Durante esa época también viajaba a su país y se quedaba de vez en cuando en casa de su abuela Ella, en Svebølle. Sannie creció en el seno de una familia donde la mayoría de sus miembros tocaba algún tipo de instrumento, mientras su padre Ole fue ingeniero, su hermano tocaba la guitarra, su abuelo tocaba el violín (de hecho le regaló uno que fabricó especialmente para ella y que aún conserva) al igual que conserva la trompeta que su madre tocaba como hobbie. Desafortunadamente su madre se suicidó después de sufrir una depresión cuando Sannie solo tenía 14 años, por lo que regresó a su país natal donde fue enviada a un internado, allí estudió clases de música, piano y más tarde pasó 6 meses en una escuela de negocios y se dio cuenta de que pasar sus días en una oficina no era lo suyo, así que lo cambió por una escuela de diseño de moda en Copenhague donde se graduó en la prestigiosa academia privada SAFD (Scandinavian Academy of Fashion Design).
Viajó a Italia y trabajó como modelo de día y relaciones públicas de noche en diferentes clubs de Bolonia, uno de los DJs de esos locales fue Davide Riva, quien la descubrió y persuadió para presentarse a un casting donde finalmente fue contratada por Larry Pignagnoli, convirtiéndose en imagen de Whigfield en 1993. 
Saltó al estrellato cuando el sencillo "Saturday Night" se convirtió en el gran éxito del verano boreal de 1994, gracias a que fue tocado intensivamente en las discotecas del Mediterráneo y al hecho de que tenía un baile que según cuenta una historia, fue creado por un profesor de aeróbic en Valencia, lo encontró en una tienda de discos y le creó un baile divertido que a muchos de sus alumnos, la mayoría turistas, encontraron fácil de aprender llegando luego a sus países de origen y pidiendo la canción a los DJs en los clubs, para repetir la coreografía, de esa manera se hizo popular en todo el mundo. 
Whigfield se convirtió en la primera artista no británica en debutar en el n.º 1 en la primera semana de la lista de clasificación del Reino Unido, un logro que se incluyó en el libro Guinness de los récords, además logró desbancar a la banda escocesa Wet Wet Wet con el tema "Love Is All Around" después de 15 semanas en el primer puesto, algo que pareció no importarles, dijeron; "estamos contentos porque estabamos hartos de ser el número 1".
Su música tuvo también mucho éxito en Brasil, España (donde estuvo 14 semanas como número 1 en las listas de ventas), Canadá, Australia, Francia, en los países nórdicos y en Iberoamérica durante el fenómeno Eurodance de mediados de la década de 1990.
Tras el éxito de «Saturday Night» los productores principales Pignagnoli & Riva grabaron en 1994 Whigfield, un álbum de título homónimo que incluyó temas como "Another Day", "Think of You", "Big Time", "Close to You" o "Sexy Eyes". El disco llegó a vender más de un millón y medio de copias siendo disco de oro en Canadá, Filipinas e India, también fue disco de platino en Sudáfrica, llegando a reeditarse varias veces como el doble álbum (Special Edition) publicado en Benelux, que incluye una versión del tema "It's Alright" de la banda británica East 17 .
Durante esa época Sannie mantúvo una relación sentimental con el DJ compositor Paco Pil, quien le pidió en vivo matrimonio durante el festival (World Dance Music) celebrado en Valencia, España en 1995, a lo que ella aceptó. Finalmente no llegaron a casarse pero viviéron en Barcelona en varias casas en la misma calle hasta que después de 4 años rompiéron. Sannie llegó a vivir en la capital catalana durante 10 años. 
En 1997 salió a la venta el álbum Whigfield II que incluía temas como "Last Christmas" (cover de Wham!) "No Tears To Cry", "Giving All My Love", "Baby Boy" o "Gimme Gimme" consiguiendo gran éxito en países como Argentina, Brasil, México y Venezuela.
Ya en el siglo XXI editó Whigfield III, el cual incluye temas como "Be My Baby" (cover de The Ronettes) "Much More", "Waiting For Saturday" o "Doop Whop". Después salió a la venta el álbum  Whigfield IV, el cual se reeditó en 2004 con el tema "Was a Time" que tuvo bastante repercusión en las pistas de baile europeas.
En 2005, Sannie comenzó su faceta como cantautora y colaboró con Benassi Bros en dos canciones del álbum ...Phobia en las cuales aportó letra y voz en "Rocket In The Sky" y "Feel Alive" bajo el pseudónimo de (Naan). 
Además de trabajar con Benassi Bros, también ha participado en proyectos al lado de Favretto con "Yes U R" y "People Of The Night" Malomodo "Come A Little Closer" y en el sencillo de Benny Benassi, lanzado en 2005, el cual ha sido un gran éxito a nivel mundial "Who's Your Daddy?".
En el otoño de 2007 publicó un nuevo disco, All In One, que contiene sus mayores éxitos vueltos a grabar para la ocasión, con nueva producción musical a cargo de Pignagnoli, arreglos por Roberto Battini, Favretto y nuevas vocales por Annerley Gordon. Además se incluyen dos temas inéditos, "Rainbow" y "Right In The Night" siendo esta última una versión de la exitosa canción de los 90 interpretada por Jam & Spoon. El primer sencillo elegido fue la nueva versión de "Think Of You" y el segundo fue "Right In The Night".
Con el alias de Naan, ha participado en más de 20 proyectos musicales. También escribió el famoso "Put 'Em Up" de la cantante Edun, que pasó a convertirse en un gran éxito en el "Billboard Hot Dance Airplay chart" donde llegó al número 3 en agosto de 2007. También cabe destacar las colaboraciones con Favretto en "People Of The Night" de 2007 y seis temas más en 2008. Un año más tarde graban un sencillo navideño titulado "No Doubt" una balada alejada del estilo habitual de Whigfield, donde Sannie aportó arreglos vocales en coros.
Tras este sencillo, se edita "To Feel Alive" (junto a Oral Tunerz) ambos sencillos interpretados por Annerley, que en el año 2011 fue relevada por Sannie como vocalista principal, quedándose legalmente con el nombre artístico de Whigfield y dejando atrás su trayectoria como modelo, en ese mismo año anuncia que se encuentra trabajando en un nuevo álbum.
El 28 de septiembre de 2012 sale a la venta su último trabajo discográfico "W". El primer álbum grabado con la verdadera voz de Sannie, mejorada gracias al uso de auto-tune y con canciones inéditas desde "Whigfield IV". Un trabajo más maduro producido por Pignagnoli que se presenta con el tema "4ever".El siguiente sencillo "C'est Cool" fue lanzado en junio de 2011 y alcanzó el puesto número 9 en Dinamarca. Una edición especial del álbum titulado "W - Pro" fue lanzado digitalmente el 5 de octubre de 2012 y que incluye versiones extendidas e instrumentales (también extendidas) de todos los temas que figuran en el álbum original "W". El 30 de noviembre de 2012 vio la luz el lanzamiento del sencillo "Jeg Kommer Hjem" ("Voy a Casa") con estribillos en idioma danés). Esta es la tercera pista tomada del álbum "W". El vídeo musical de la canción fue lanzado al público el 7 de diciembre de 2012 y se puede ver a través de los sitios web de YouTube y Vimeo, teniendo muy buenas críticas por parte del público. Una nueva versión de 'W' (álbum titulado "W - Edición Extra"), contiene las mezclas originales dispuestas en el mismo orden que el original y fue lanzado el 14 de diciembre de 2012. Se ha lanzado digitalmente en iTunes, junodownload.com y Beatport.com. Al igual que el original 'W' el álbum "W - Edición Extra" también está disponible en formato CD en la página CreateSpace. 
En 2014 Sannie se mudó al Reino Unido, porque su pareja Marco Baroni, trabajaba en Londres con la banda italiana Planet Funk, allí comenzó a escribir nueva música junto al productor y compositor de la banda Domenico "GG" Canu y el compositor James Reeves. Lanzó 2 sencillos; "How Long" a finales del 2015 e "In The Morning" en 2016, con su nombre real y bajo el sello discográfico Armada Music, además crea su propio sello discográfico, SanniePop Ltd. 
En 2018 Sannie compitió en el concurso musical Dansk Melodi Grand Prix, con el sencillo "Boys on Girls", quedando finalmente descalificada.
En 2020 reaparece en su canal oficial de la plataforma digital de YouTube, donde emitió en streaming desde el salón de su casa a las afueras de Milán Italia, interactuando con sus fanes en varias ocasiones. Además interpretó algunas de sus canciones y confesó entre otras cosas que le gusta cocinar, habla 5 idiomas (danés, inglés, italiano, español y francés) también afirmó que sufrió bullying en la escuela por ser una de las pocas alumnas de piel clara en África. Padeció problemas mentales por lo que tuvo que ir al psicólogo donde fue diagnosticada con trastorno bipolar severo. Además también confesó que sufrió cáncer de mama en 2014, por lo que tuvo que ser operada y recibir tratamiento de radioterapia durante 6 semanas, algo que recordó como "horrible", además añadió; "lo digo porque quiero que la gente este consciente y se hagan chequeos". En ese mismo año lanza el sencillo "Suga" que fue n.° 1 en un Dance Chart británico independiente.
En el año 2022 durante una entrevista en Daily Mail, reveló que en el año 2000 tuvo una experiencia traumática, perdió a su hija a quien llamó Uma, a los 3 días después de dar a luz; "Tuve una hija en el año 2000 pero lamentablemente di a luz en el séptimo mes y ella no sobrevivió, sobrevivió sólo 3 días, así que después de eso ya no tenía ganas de tener hijos", dijo. "Tengo 52 años y tener hijos es un poco difícil", "no adoptaría ni me sometería a fertilización in vitro", "comencé a tener perros y hoy estoy feliz, no tengo hijos porque veo a mi sobrina y ella tiene mucho trabajo". Además  reveló que tiene pareja desde hace mucho tiempo; "Vivo con mi pareja". "El es productor y trabajamos juntos, el es editor de música". "Lo conozco desde hace muchos, muchos años, ha producido música italiana famosa". "Fue productor de una gran estrella en Italia".
En 2023 coincidiéndo con el 30 aniversario del primer éxito "Saturday Night" se reeditan en Reino Unido los 2 primeros álbumes de Whigfield I & II (2023 U.K. Edition) en formato digital y físico, que consta de un doble LP + 1 CD Remixed (con varios remixes y algunas versiones originales) bajo el sello discográfico independiente Plastic Pop Records.

## Discografía

### Álbumes
- Whigfield (1994).
- The Remixes Album (1995).
- Whigfield II (1997).
- Whigfield III (2000).
- Whigfield 4 (2002).
- Was A Time: The Album (CD+DVD) (2004).
- Was a Time: The Essential Whigfield (DVD+CD) (2004).
- Waiting For Saturday: Her Greatest Hits (2004).
- All In One (2007).
- All In One (Special Edition 2CD) (2009).
- W (2012).

### Recopilaciones
- Megamixes (1996)
- Megamixes (1997)
- Whigfield (Australia, 3 canciones adicionales) (1997)
- Whigfield 2 (Australia) (1998)
- Whigfield III (Europa, 3 canciones adicionales) (2001)
- Whigfield III (Extra CD y extra VCD)
- Greatest Hits (México) (2001)
- X-Tremely Fun: Whigfield's Fitness Workout (recopilación) (2005)
- Dance with Whigfield (recopilación) (2005)
- Greatest Remix Hits (Australia, Extra DVD) (2006)
- Whigfield I & II (2xLP + CD) (2023)